# Accent grave
L’accent grave ‹ ◌̀ › est un diacritique que l’on retrouve dans divers alphabets.
L’imprimeur Geoffroy Tory propose pour la première fois en 1529, dans son traité de typographie Champfleury, des caractères d'imprimerie propres à la transcription du français, notamment l'accent grave. À partir du milieu du XVIe siècle, on commence à le rencontrer fréquemment, comme l'atteste en 1549 le Dictionnaire Français-Latin de Robert Estienne qui le dénomme pour la première fois.

## Alphabet grec
L'accent grave grec n'apparaissait, en grec ancien, que sur la dernière syllabe d'un mot, dans les cas où l'intonation de celle-ci était grave. Le terme grave dérive d'ailleurs du latin gravis (lourd), lui-même traduit du grec βαρύς / barús, qui désignait cette intonation.

## Alphabet cyrillique
L’accent grave de l’alphabet cyrillique est parfois utilisé en bulgare pour indiquer l’accent tonique sur certaines voyelles ‹ а̀ ѐ ѝ о̀ у̀ ъ̀ ю̀ я̀ ›, et est généralement utilisé pour différencier ‹ ѝ › (« elle ») de ‹ и › (« et »).

## Alphabet latin
Dans l'alphabet latin, l'accent grave est directement emprunté à l'alphabet grec. Moins courant que l'accent aigu, on le trouve de manière générale sur les voyelles A, E, O et U, dans les langues suivantes :
- En catalan (accent greu ou obert), il indique la position de l'accent tonique et aussi l'aperture des voyelles /e/ et /o/ (qui peuvent être ouvertes ou fermées) :
  - à (català)
  - è (enciclopèdia)
  - ò (història)

- En occitan :
  - à se prononce [a]
  - è se prononce [ɛ]
  - ò se prononce [ɔ]

- En écossais, il note une voyelle longue.

- En français :

- - à : pour distinguer certains homonymes (la et là, ça et çà) ;
  - è : pour la prononciation du /ɛ/ ouvert ;
  - ù : uniquement pour le mot où, pronom relatif ou adverbe interrogatif, afin de le distinguer de son homonyme ou, conjonction de coordination

Nota : Il est important d'observer la règle suivante : les lettres accentuées en minuscules en français doivent l'être également en majuscule.
- En gallois, l'accent grave est utilisé pour noter une voyelle courte dans un mot qui, dans le cas contraire, serait prononcé avec une voyelle longue, comme mẁg (« tasse ») et mwg (« fumée »).

- En italien, il n’apparaît que dans la syllabe accentuée ; une forme d'accent est obligatoire si la voyelle accentuée est la dernière lettre du mot ou pour distinguer deux homographes. L'accent grave indique la prononciation ouverte du e et du o, tandis que l'on utilise l'accent aigu si la prononciation est fermée. Sur a on ne peut avoir que l'accent grave ; sur i et u, on préfère l'accent grave dans la langue moderne, mais on peut aussi bien mettre l’accent aigu:
  - à (libertà)
  - è (caffè ; prononciation ouverte)
  - ò (parlò)
  - ù (virtù ou virtú)
  - ì (partì ou partí)

- En norvégien, l'accent grave indique que la syllabe qu'il diacrite est accentuée, afin de différencier certains mots comme og (« et ») et òg (« aussi »).

- En portugais :
  - à (à, àquele) : il indique la crase entre la préposition a soit avec l'article défini a, soit avec le pronom relatif aquele et ses formes fléchies.

- Dans quelques langues à tons, comme le vietnamien, l'accent grave indique un ton descendant.
  - Dans quelques langues à tons africaines, comme le tshiluba, l’accent grave indique un ton bas.
  - En hanyu pinyin (transcription du mandarin), l’accent grave indique un ton descendant : à, è, ì, ò, ù, ǜ.

- En écriture dialectale alémanique, l'accent grave indique la prononciation plus ouverte des voyelles. Il est utilisé sur les voyelles e, i, o, ö, u, ü qui deviennent [ɛ, ɪ, ɔ, œ, ʊ, ʏ]. Selon la tradition alsacienne, il indique sur le à la prononciation [a] au lieu de [æ], mais d'autres auteurs alsaciens l'utilisent aussi pour [æ] et prononcent la voyelle a comme [a].

## Représentation informatique
Le jeu de caractères ASCII ne contient pas de lettre accentuée. À l'époque où il s'agissait de la seule page de code disponible, il était possible d'émuler l'accent grave en plaçant une apostrophe inversée devant la lettre : par exemple, en écrivant « fi`ere » pour « fière ». En VIQR, l'apostrophe inversée était placée après, par exemple « e` » pour « è ».
La norme ISO/CEI 8859-1 inclut les caractères À, à, È, è, Ì, ì, Ò, ò, Ù et ù. Plusieurs dizaines d'autres lettres portant un accent grave sont disponibles avec Unicode. Cette norme inclut également un caractère accent grave pouvant se combiner avec d'autres caractères.
Sur certains claviers, l’accent grave possède une touche réservée destinée à être combinée avec une voyelle.
Sur les claviers Azerty français et belges ou les claviers Qwerty canadien multilingue, le ù possède une touche pour lui seul alors qu'il n'est utile qu'à un seul mot de la langue française : où.
Sur le clavier Bépo une touche permet facilement de taper ce symbole seul, notamment pour les usages informatiques.

## Usages informatiques

### En ligne de commande
Sur la plupart des Shell Unix (par exemple bash), l'apostrophe inversée (backquote ou backtick (en)) est utilisée : ce qui est entre deux apostrophes inversées est substitué par son évaluation.

### En Markdown
Dans un commentaire ou un texte, permet de mettre en forme par une police de largeur fixe voire une coloration syntaxique (début avec trois ```nom_du_langage) un mot ou une expression comme étant du code informatique

### Dans différents langages de programmation
- JavaScript permet les littéraux de gabarit[4] qui facilite l'écriture de chaîne de caractères incluant le contenu de variables

const nom = "Marie", animal = "chat"; // déclaration des constantes
let   temp = `${nom} a comme animal de compagnie un ${animal} !`;
      console.log(temp);
      // => "Marie a comme animal de compagnie un chat !";

- MySQL : Dans les requêtes, permet de délimiter une colonne, table ou identifiant de la base de données.
- R : est utilisée pour entourer les noms de variables non syntaxiques. Cela inclut les noms de variables contenant des caractères spéciaux ou des mots réservés.